# Кастель-Штадт
Кастель-Штадт (нем. Kastel-Staadt) — община в Германии, в земле Рейнланд-Пфальц. 
Входит в состав района Трир-Саарбург. Подчиняется управлению Саарбург.  Население составляет 392 человека (на 31 декабря 2010 года). Занимает площадь 5,23 км².

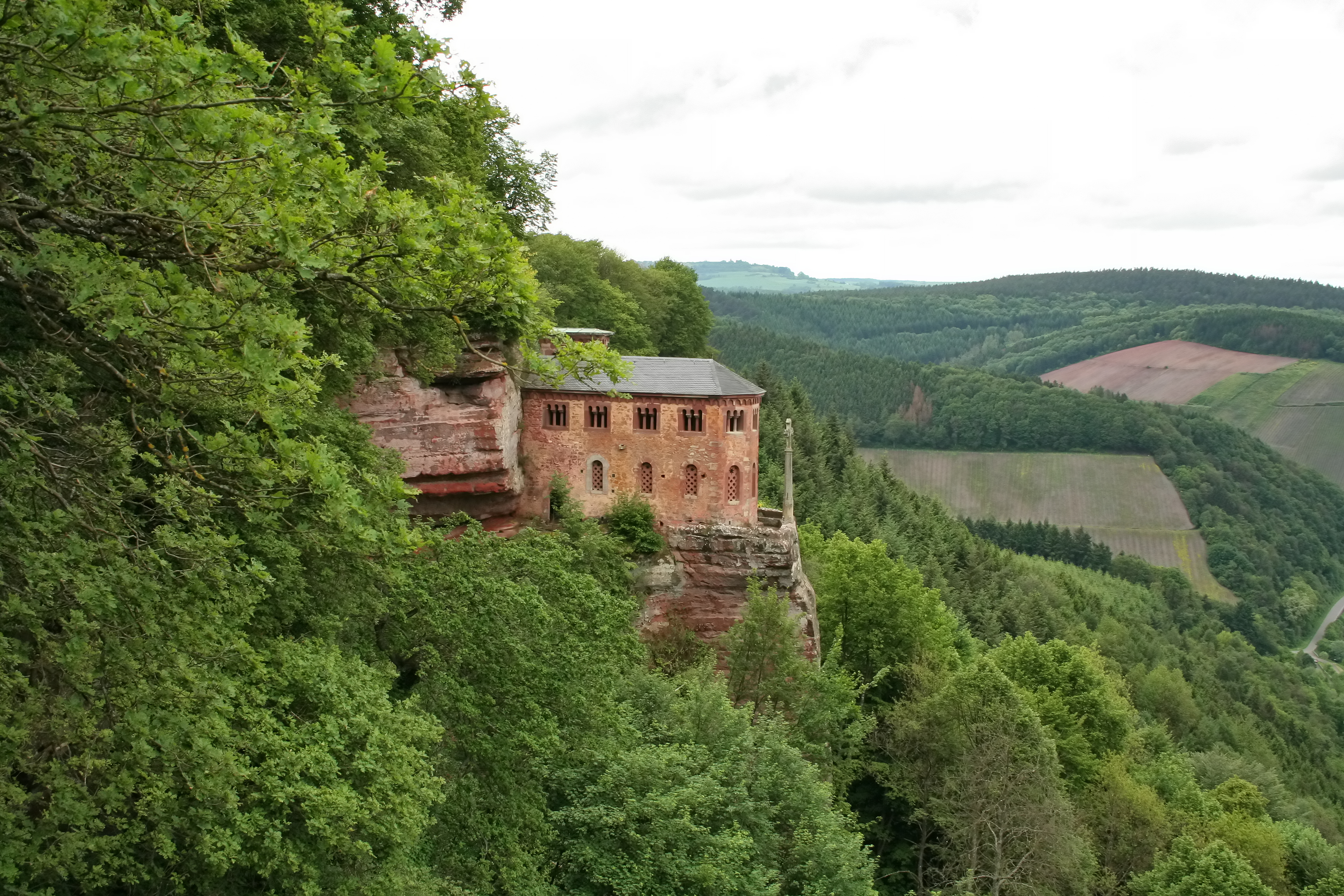
Кастель-Штадт